# Cassagnoles (Hérault)
Cassagnoles – miejscowość i gmina we Francji, w regionie Oksytania, w departamencie Hérault. W miejscowości swoje źródła mają rzeki Cesse oraz Ognon. 
Według danych na rok 1990 gminę zamieszkiwało 91 osób, a gęstość zaludnienia wynosiła 4 osoby/km² (wśród 1545 gmin Langwedocji-Roussillon Cassagnoles plasuje się na 810. miejscu pod względem liczby ludności, natomiast pod względem powierzchni na miejscu 318.).